# Apalus gibbicollis
Apalus gibbicollis es una especie de coleóptero de la familia Meloidae.

## Distribución geográfica
Habita en Kenia (África).